# Aberdeen Bestiary
Aberdeen Bestiary (Thư viện Đại học Aberdeen, Univ Lib. MS 24) là một kho lưu trữ bản thảo được viết bằng tiếng Anh thế kỷ 12, lần đầu tiên được liệt kê vào năm 1542 trong kho của Thư viện Hoàng gia Cũ tại Cung điện Westminster. Do những điểm tương đồng nên nó thường được coi là bản thảo "chị em" của Ashmole Bestiary. Mối liên hệ giữa văn bản giáo khoa Physiologus của Hy Lạp cổ đại và các bản thảo viết về thú vật tương tự cũng thường được ghi nhận. Thông tin về nguồn gốc và người bảo trợ của bản thảo chỉ là gián tiếp, mặc dù bản thảo rất có thể có nguồn gốc từ thế kỷ 13 và thuộc sở hữu của một người bảo trợ giáo hội giàu có từ miền bắc hoặc miền nam nước Anh. Hiện tại, Aberdeen Bestiary đang nằm trong Thư viện Đại học Aberdeen ở Scotland.

## Lịch sử
Aberdeen Bestiary và Ashmole Bestiary được Xenia Muratova, giáo sư lịch sử nghệ thuật, coi là "tác phẩm của các nghệ sĩ khác nhau thuộc cùng một môi trường nghệ thuật." Do "những điểm tương đồng nổi bật" nên chúng thường được các học giả so sánh và mô tả là "các bản thảo chị em". Học giả theo chủ nghĩa thời trung cổ M. R. James coi Aberdeen Bestiary là '' bản sao của Ashmole 1511 ", một quan điểm được nhiều nhà sử học nghệ thuật khác lặp lại.